# Ise no Taifu
Ise no Taifu (jap. 伊勢大輔 Ise no Taifu; ur. przed 1007, zm. po 1060, znana także jako Ise no Ōsuke i Ise no Taiu) – japońska poetka, tworząca w okresie Heian. Zaliczana do Trzydziestu Sześciu Średniowiecznych Mistrzów Poezji, jak również do Trzydziestu Sześciu Mistrzyń Poezji. 

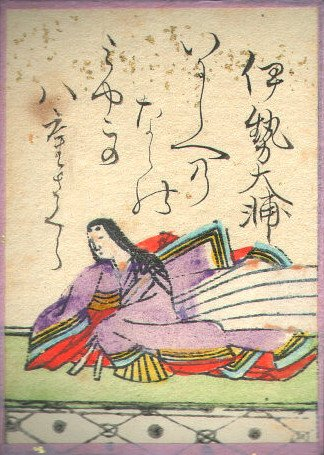
Ise no Taifu, ilustracja z Ogura Hyakunin-isshu

Córka Ōnakatomi no Sukechiki, najwyższego kapłana w Ise Jingū. Wraz z Murasaki Shikibu (była jej bliską przyjaciółką) i Izumi Shikibu służyła jako dama dworu cesarzowej Shōshi (małżonki cesarza Ichijō). Wyszła za mąż za Takashina no Narinobu, zarządcę prowincji Chikuzen. Miała trzy córki, których utwory poetyckie również zostały zamieszczone w cesarskich antologiach. 
Twórczość Ise no Taifu zachowała się w całości w zbiorze Ise no Taifu shū. Pięćdziesiąt jeden utworów jej autorstwa zamieszczonych zostało w cesarskich antologiach poezji. Jeden z jej wierszy został także wybrany do Ogura Hyakunin-isshu.